# Pacem in Terris
Pacem in Terris (с лат. — «Мир на земле») — последняя энциклика папы римского Иоанна XXIII, посвящённая правам и обязанностям человека, взаимоотношениям гражданской власти и общества, мирному сосуществованию государств и вообще проблемам  мира, также известна как Послание мира папы Иоанна XXIII. Наряду с такими энцикликами как Rerum Novarum, Graves de Communi Re, Quadragesimo Anno, Centesimus Annus, декларациями Dignitatis Humanae и Gaudium et Spes является одним из наиболее известных католических документов 20-го века.

## История написания
Энциклика была опубликована 11 апреля 1963 года, перед праздником Пасхи. "Pacem in Terris" — не был первым документом Иоанна XXIII, посвящённым миру. За четыре с половиной года своего пребывания в Ватикане, понтифик произнёс немало речей и опубликовал целый ряд посланий, в которых призывал государственных деятелей положить конец гонке вооружений и решать все спорные вопросы за столом переговоров.

## Название
Согласно традиции, папские энциклики именуются по их первым словам. Соответственно, словами "Мир на земле" начинается первое предложение энциклики "Мир на земле, которого во все времена жаждут люди, может быть восстановлен и упрочнен только при полном соблюдении порядка, созданного Богом"..

## Структура
- Введение

Порядок во Вселенной
Порядок в человеке
- Часть I. Порядок среди людей

Права
Обязанности

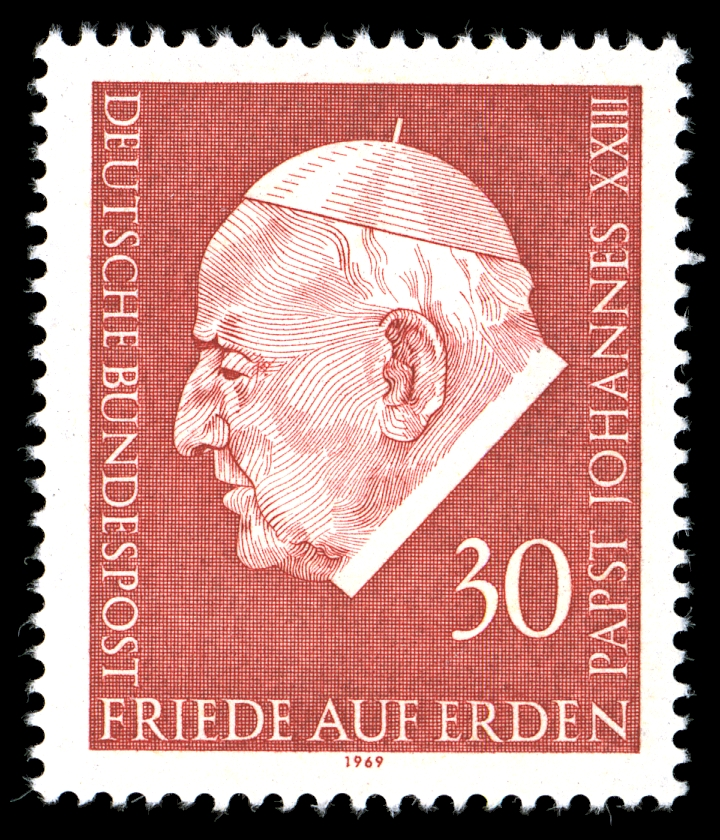
Папа Иоанн XXIII, изображение на немецкой марке

- Часть II. Отношения между людьми и общественной властью внутри государства
- Часть III. Отношения между государствами
- Часть IV. Отношения людей и государств с мировым сообществом
- Часть V. Пастырские воззвания

## Содержание

### Вселенная и человечество
Свою энциклику папа Иоанн XXIII начинает с утверждения того, что мир на земле — это объект чаяний человечества всех времён. Он может быть достигнут и может быть укреплён, если будет находиться в полном согласии с порядком, созданном Богом. В этом человечество убеждается ежедневно и ежечасно, в этом убеждает его прогресс науки и технические достижения. Бог сотворил вселенную Своей щедростью, премудростью и благостью. Бог создал человека разумным и свободным по образу и подобию Своему, поставил его во главе мироздания .

"Научно-технический прогресс свидетельствует о том, какому изумительному порядку подчинены все существа и силы мироздания; он делает явным величие человека, который постигает этот порядок и изобретает орудия, необходимые для того, чтобы подчинять силы Вселенной и извлекать из них пользу"

Вселенная создана гармонично и упорядоченно. Но эта упорядоченность находится в болезненном противоречии с беспорядком, создаваемом людьми в своих личных и международных взаимоотношениях. Между ними укореняется мнение, что лишь сила может урегулировать эти отношения. "Однако, — пишет папа, — Создатель мира вложил в человеческую природу представление о порядке, что призывает их совесть уважать порядок" .

### Права и обязанности человека
В первой части энциклики Иоанн XXIII подчёркивает, что основой любого хорошо организованного общества является принцип, согласно которому всякий человек — это, прежде всего личность, то есть существо, одарённое разумом и свободной волей. Таким образом человек является объектом всеобщих, непреложных и неотъемлемых прав.
Папа настойчиво отмечал, что каждый человек имеет право на жизнь, на физическую неприкосновенность, на необходимые и достаточные средства для достойного существования, относящиеся к питанию, одежде, жилищу, отдыху, медицинской помощи и социальному обеспечению. Человек имеет право на помощь во время болезни, инвалидности, вдовства, старости, безработицы, всякий раз, когда он лишается средств существования в связи с обстоятельствами, не зависящими от его воли.
Каждый человек имеет также право на уважение его как личности. Должна охраняться его репутация, гарантироваться свобода в поисках истины, в выражении мыслей, в его стремлении к творчеству в искусстве. Человек имеет право на объективную информацию. Никто не может быть отторгнут от достояния общечеловеческой культуры, от получения основного и профессионального образования. Папа отмечал, что

"следует устроить так, чтобы в меру заслуг каждого, ему была дана возможность получения высших степеней образования, занятия в обществе положения, несения ответственности в меру, соответствующую его возможностям, талантам и компетенции" .

### Часть I. Порядок среди людей
Первая часть энциклики "Порядок среди людей" — отмечает три явления, характеризующие современную эпоху:
1. экономический и социальный прогресс рабочего класса, благодаря которому трудящиеся требуют уважения своего разума и свободы и отрицают произвол эксплуатации;
2. вступление женщины в общественную жизнь, означающее конец её бесправного положения, как говорит энциклика, — "положения инструмента" [8] — и знаменующее возвышение женщины как личности во всех областях жизни, как домашней, так и общественной;
3. глубокое преобразование социально-политической конфигурации, при которой исчезают чувства национальной приниженности или националь¬ного превосходства, а также широко распространяется убежде¬ние, что все люди равны по природному достоинству.

Эта часть энциклики в социальном отношении даёт очень много, так как отражает реальность социализации мира, показывает глубину происходящих социальных изменений, отвергающих прежние формы социального бытия как не соответствующие правде и принимающих новые, более возвышенные формы, устанавливающие подлинную правду, в свете которой социальное неравенство и эксплуатация человека человеком, неравноправное положение женской части человеческого рода, всякого рода расовые и националистические извращения выглядят как противоречие справедливости.

### Часть II. Отношения между людьми и государственной властью
Вторая часть — "Отношения между людьми и гражданскими властями внутри отдельных политических обществ" — предполагает более совершенные и более демократические структуры государственного устройства, обусловленные социальным обновлением. Здесь также выделяются три момента:
1. точно и ясно сформулировать главные положения хартии основных прав человека;
2. стремление конституционно обосновать деятельность гражданских властей, а также отношения между гражданами и государством, при которых главное состоит в том, чтобы признавать, уважать, согласовывать, оберегать и расширять права и обязанности граждан;
3. отрицание такой деятельности индивидуальных лиц или узких группировок, которая навязывала бы свою волю и свой порядок антидемократично подавляемому большинству.

"Упомянутые устремления, — говорится в энциклике, — являются несомненным признаком того, что люди в новую эпоху приобрели более живое сознание собственного достоинства,... сознание, побуждающее к активному участию в общественной жизни и требующее, чтобы права человеческой личности, права неотъемлемые и неприкосновенные, были закреплены в положительных правовых распорядках" .

### Часть III. Отношения между государствами
В третьей части, озаглавленной "Отношения между политическими обществами", констатируется наиболее очевидная правда того времени о необходимости исключительно мирного развития человечества. Энциклика отмечает, что между людьми всё более распространяется убеждение о невозможности решения споров между народами при помощи оружия и необходимости решать такие вопросы только путём переговоров; что мысль о войне как средстве разрешения межгосударственных споров в атомную эпоху, когда употребление атомного оружия принесло бы огромные разрушения и безмерные страдания, должна быть исключена; что, к сожалению, страх заставляет людей расточать баснословные средства на новейшее вооружение; что, однако, можно надеяться на лучшее осознание людьми связующих уз при встречах и переговорах ответственных руководителей народов; что люди, отложив страх, должны проникнуться любовью, которая выразится "в лояльном разностороннем сотрудничестве, несущем с собой многие блага" .

### Часть IV. Отношения людей и государств с мировым сообществом
В четвёртой части "Отношения людей и политических обществ с обществом всемирным" речь идёт о ценности Организации Объединенных Наций, поставившей себе главной це¬лью сохранение и укрепление мира между народами, развитие между ними дружественных отношений, основанных на принципах равенства, взаимного уважения, многостороннего сотрудничества во всех областях совместной жизни. Здесь также отмечается, что важнейшим актом ООН является Всеобщая декларация прав человека..

### Часть V. Пастырские воззвания
В заключительной части, озаглавленной "Пастырские воззвания" Иоанн XXIII подводит итоги всему, сказанному им выше. Он также призывает всех людей доброй воли принимать активное участие в общественной и политической жизни, действуя, таким образом на благо общества: 

"Мы вновь призываем наших чад исполнять свой долг — принимать деятельное участие в общественной жизни и содействовать осуществлению общего блага всего человечества и своих государств. В свете веры и движимые любовью, прилагайте усилия к тому, чтобы учреждения, созданные для экономических, социальных, культурных и политических целей, не препятствовали, а помогали людям совершенствоваться как в мирском, так и в духовном плане" .

## Отзывы
Агентство ТАСС в день опубликования энциклики отмечало:

"Новая энциклика, с которой папа Иоанн XXIII обратился к клиру, верующим и всем людям доброй воли, вызвала огромный отклик во всём мире, так как она посвящена вопросу, волнующему человечество, а именно сохранению мира на нашей планете" .

Генеральный секретарь ООН У Тан на пресс-конференции 12 апреля 1963 года заявил:

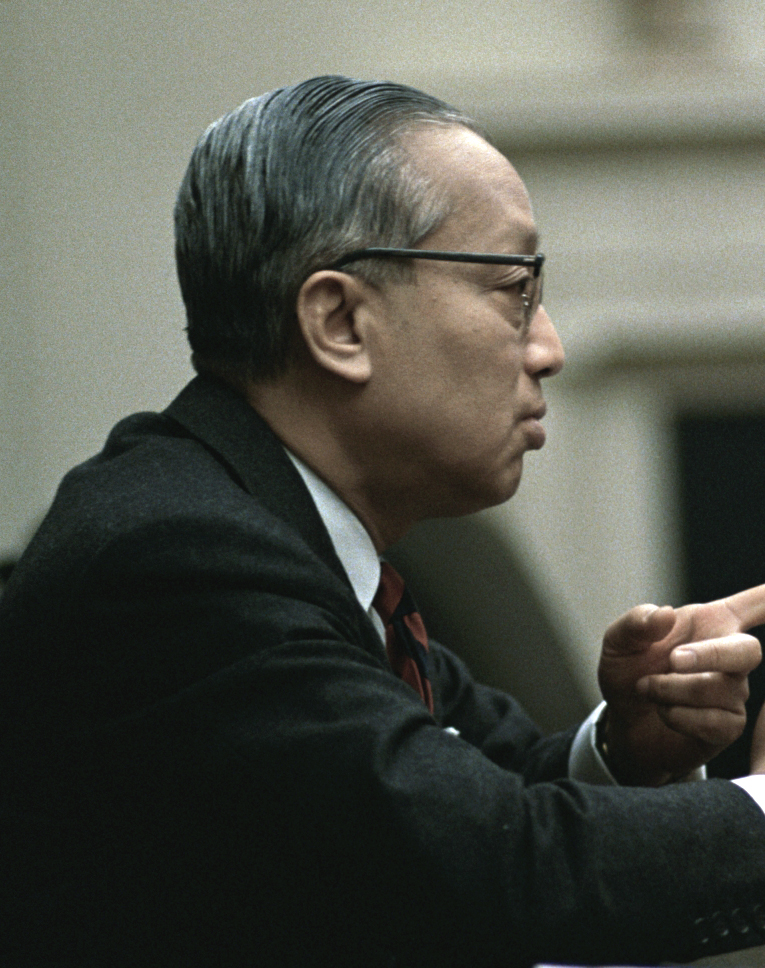
У Тан

"Я прочитал энциклику 'Pacem in Terris' с глубоким удовлетворением и волнением. Его Святейшество папа Иоанн XXIII призвал к ограждению жизни человеческой, к приложению человеческих знаний не к делу смерти, а к делу жизни и достоинства человека и человеческой общине. Она внесёт значительный и высоко знаменательный вклад в усилие всех тех, кто убеждён, что род человеческий наделён достаточной мудростью, чтобы обеспечить своё самосохранение" .

Профессор Джон Бернал, председатель Всемирного совета мира обратился к папе Иоанну XXIII с особым посланием, в котором писал:

"Защитники мира во всём мире с радостью приветствуют Вашу историческую энциклику 'Pacem in Terris'. Она принесла им огромное удовлетворение и вдохнула в них новую энергию в борьбе за достижение великих гуманных целей, перечисленных Вами: немедленного прекращения ядерных испытаний, запрещения ядерного оружия, окончания гонки вооружений, устремления ко всемирному, всеобщему и контролируемому разоружению, прекращения расовой дискриминации и признания равенства всех людей. Ваш волнующий призыв в пользу разрешения всех международных тяжб путём переговоров, так же как и Ваше обращение к согласию и сотрудничеству между всеми людьми доброй воли в пользу мира и во имя человечества, к которому все мы принадлежим, свидетельствует о глубокой проникновенности и любви к роду человеческому. Люди всегда будут вспоминать с большой признательностью Ваш призыв, который вдохновит не только тех, кто работает над делом мира, но и миллионы человеческих существ, которым до сего времени не хватало уверенности и надежды, чтобы поступать так же"  .

## Культура
Композитор Дариус Мийо использовал выдержки из оригинального текста энциклики в своей последней одноимённой хоральной симфонии.

## Интересные факты
- Энциклика Pacem in Terris – первая в истории церкви энциклика, церемония подписания которой понтификом передавалась по телевидению.
- В память об энциклике "Pacem in Terris", в 1964 году была учреждена премия "Pacem in Terris Award", которая присуждается людям и организациям, способствующим утверждению мира. Шесть получателей премии "Pacem in Terris Award" впоследствии получили Нобелевскую премию мира.
- Основатель Wikipedia Джимми Уэйлс считает, что папская энциклика Pacem in terris все еще актуальна.[17]